# Artivist Film Festival & Awards
El Artivist Film Festival & Awards (Festival de Películas y galardones de Artivismo) es un festival de películas y una ceremonia de entrega de premios dedicados al reconocimiento hacia los esfuerzos activistas de cinematógrafos, específicamente en áreas de derechos humanos, derechos del niño, conservación ambiental y derechos de los animales.
Este festival se realiza anualmente, en forma de gira por diferentes países del mundo. Su misión es fortalecer la voz de artistas/activistas ("artivistas"), e incrementar la conciencia del público en causas globales. Asimismo, es producido por una organización sin fines de lucro -el Artivist Collective (Colectivo Artivista)-, fundado en agosto de 2003 por Diaky Diaz, Bettina Wolff y Christopher Riedesel.
La última edición del festival, realizada desde el 2 de octubre al 7 de diciembre de 2008, tuvo lugar en las ciudades de Hollywood, Londres, México D.F., Tokio y Lisboa.

## Galardones del Festival 2010
- Mejor producción - Espíritu Activista: "ReGeneration", dirigida por Philip Montgomery
- Mejor corto - Espíritu Activista: "Arena", dirigida por Jota Aronack
- Mejor producción - Derechos del Niño: "Kids of the Majestic", dirigida por Dylan Riis Verrechia
- Mejor corto - Derechos del Niño: "Sarah", dirigida por Brandon Hess
- Mejor producción - Derechos del Animal: "Africa's Lost Eden", dirigida por James Byrne
- Mejor corto - Derechos del Animal: "Albatrocity", dirigida por J. Ollie Lucks, Iain Frengley, Edward Saltau
- Mejor producción - Conservación ambiental: "Deep Green", dirigida por Matt Briggs
- Mejor corto - Conservación ambiental: "The Krill is Gone", dirigida por Jeffrey Bost
- Mejor producción - Derechos Humanos Internacionales: "Complexo – Universo Paralelo", dirigida por Mário Patrocinio
- Mejor corto - Derechos Humanos Internacionales: "Mine: Story of a Sacred Mountain", dirigida por Toby Marsden

## Galardones del Festival 2009
- Mejor producción - Espíritu Activista: "Vida inteligente", dirigida por Brian Malone
- Mejor corto - Espíritu Activista: "Primer corte", dirigida por Taghreed Saadeh
- Mejor producción - Derechos del Niño: "Niños de guerra", dirigida por Bryan Single
- Mejor corto - Derechos del Niño: "The One Wayz", dirigida por Linda Chavez
- Mejor producción - Derechos del Animal: "Osos de hielo de Beaufort", dirigida por Arthur C. Smith III
- Mejor corto - Derechos del Animal: "Abe", dirigida por Khen Shalem
- Mejor producción - Conservación ambiental: "Pertenencia", dirigida por Gerard Ungerman
- Mejor corto - Conservación ambiental: "Urubus têm Asas (Los buitres tienen alas)", dirigida por Marcos Negrão y Andre Rangel
- Mejor producción - Derechos Humanos Internacionales: "La misión", dirigida por Peter Bratt
- Mejor corto - Derechos Humanos Internacionales: "Intersección", dirigida por Jae Woe Kim

## Galardones del Festival 2008
- Mejor producción - Espíritu Activista: "Zeitgeist: Addendum", dirigida por Peter Joseph
- Mejor producción - Derechos Humanos: "Convirtieron nuestro desierto en fuego", dirigida por Marck Brecke
- Mejor producción - Derechos del Niño: "Cosecha de bombas", dirigida por Kim Mordaunt
- Mejor producción - Derechos del Animal: "Compañeros de nadie", dirigida por Bill Buchanan
- Mejor producción - Conservación ambiental: "Un agua", dirigida por Sanjeev Chatterjee

## Galardones del Festival 2007
- Mejor producción - Espíritu Artivista: "Zeitgeist, la película", dirigida por Peter Joseph
- Mejor corto - Espíritu Artivista: "Los ricos tienen sus propios fotógrafos", dirigida por Ezra Bookstein
- Mejor producción - Derechos Humanos: "La guerra estadounidense contra las drogas" , dirigida por Kevin Booth
- Mejor corto - Derechos Humanos: "El peor trabajo del mundo", dirigida por Jens Pedersen
- Mejor producción - Derechos del Niño: "Chicos de pegamento", dirigida por Phil Hamer
- Mejor corto - Derechos del Niño: "Niñas estrella: Anita la apicultora", dirigida por Vikash Nowlakh
- Mejor producción - Derechos del Animal: "Más allá de las puertas cerradas" Archivado el 20 de agosto de 2008 en Wayback Machine., dirigida por Hugh Dorigo
- Mejor corto - Derechos del Animal: "Tiburones: Auxiliares del arrecife", dirigida por Holiday Johnson
- Mejor producción - Conservación ambiental: "Fuera de balance", dirigida por Tom Jackson
- Mejor corto - Conservación ambiental: "Antropología 101", dirigida por Wayne Brittendon

## Galardones del Festival 2006
- Mejor producción - Espíritu Artivista: "El mejor", dirigida por Sara Sackner
- Mejor corto - Espíritu Artivista: "Creer", dirigida por Synthian Sharp
- Mejor producción - Derechos Humanos: "Ocupación 101" Archivado el 5 de junio de 2020 en Wayback Machine., dirigida por Sufyan Omeish y Abdallah Omeish
- Mejor corto - Derechos Humanos: "Una cuestión de lealtad", dirigida por Randall Wilkins
- Mejor producción - Derechos del Niño: "Sita: una niña de Jambú", dirigida por Kathleen Man
- Mejor corto - Derechos del Niño: "Hijas e hijos: previniendo el tráfico infantil en el Triángulo de Oro", dirigida por Sarah Feinbloom
- Mejor producción - Derechos del Animal: "Vaquero loco", dirigida por el Dr. Michael Tobias
- Mejor corto - Derechos del Animal: La Meatrix II (juego de palabras entre Matrix y meat=carne), dirigida por Louis Fox
- Mejor producción - Conservación ambiental: "Impacto crudo", dirigida por James Jandak Wood
- Mejor corto - Conservación ambiental: "Combustibles de libertad", dirigida por Martin O'Brien

## Galardones del Festival 2005
- Mejor producción - Espíritu Artivista: "Esperanza", dirigida por Catherine Margerin
- Mejor corto - Espíritu Artivista: "El regalo de Emmanuel", dirigida por Lisa Lax y Nancy Lax
- Mejor producción - Derechos Humanos: "Trudell", dirigida por Heather Rae
- Mejor corto - Derechos Humanos: "Tren a Seúl", dirigida por Jim Butterworth, Lisa Sleeth y Aaron Lubarsky
- Mejor producción - Derechos del Niño: "Infancias robadas", dirigida por Len Morris
- Mejor corto - Derechos del Niño: "Colibrí", dirigida por Holly Mosher
- Mejor producción - Derechos del Animal: "Habitantes de la Tierra" , dirigida por Shaun Monson
- Mejor corto - Derechos del Animal: "Testigo", dirigida por Jennifer Stein
- Mejor producción - Conservación ambiental: "Petróleo sobre el hielo", dirigida por Dale Djerassi
- 'Mejor corto - Conservación ambiental: "Petróleo y agua", dirigida por Corwin Fergus

## Galardones del Festival 2004
- Mejor producción - Espíritu Artivista: "Una vida de muerte", dirigida por Dawn Westlake
- Mejor corto - Espíritu Artivista: "Fuera de las líneas", dirigida por Markus Stilman
- Mejor producción - Derechos Humanos: "Interrumpimos este imperio", dirigida por Rana Freedman
- Mejor corto - Derechos Humanos: "Ofértalos", dirigida por Neal Sopata
- Mejor producción - Derechos del Niño: "Los niños del barrio rojo", dirigida por Ross Kauffman y Zana Briski
- Mejor corto - Derechos del Niño: "Suficientemente mayor para saberlo", dirigida por Joel Venet
- Mejor producción - Derechos del Animal: "Objetos", dirigida por Rebecca Harrell
- Mejor corto - Derechos del Animal: "Cuatro días", dirigida por Richard Hauck
- Mejor producción - Conservación ambiental: "Vinilo azul", dirigida por Judith Helfland
- Mejor corto - Conservación ambiental: "Buen viaje", dirigida por Nick Hilligoss
- Premio del público: "Nada sin ti", dirigida por Ted Mattison y Paul Kelleher